# Ledolam (hra)
Ledolam, též ledolamka (icebreaker) je psychosociální hra převážně určená k seznámení v nové skupině účastníků programu teambuildingu.
Ledolamy jsou jednoduché, netrvají dlouho a hrají se na začátku akce. Mají uvolnit napětí účastníků, kteří se navzájem neznají. Často jsou zaměřeny na naučení jmen a zjištění základních informací o účastnících. Hry by měly využívat slov i řeči těla, uvolňovat napětí, zlepšovat náladu, posilovat odvahu a bojovnost.